# شريف عدنان
شريف عدنان (مواليد 21 فبراير 1984) هو لاعب كرة قدم أردني من أصول فلسطينية، يلعب في صفوف نادي الفيصلي الأردني ويجيد اللعب في أكثر من مركز في محور الارتكاز والظهير الايسر والظهير الأيمن.
يدأ مشواره مع الفيصلي منذ عام 2005 وانتقل إلى نادي شباب الخليل الفلسطيني عام 2008 ثم عاد لصفوف الفيصلي عام 2010 وحاليا يقدم مستويات مميزة لعب مع المنتخبين الأردني ومنتخب الفلسطيني في العديد من المباريات الودية خلال الفترة الماضية.
حقق عدد من الإنجازات مع ناديه منها تحقيقه للقب كأس الاتحاد الآسيوي مرتين ولقب الدوري الأردني 7 مرات وللكأس 4 مرات ولكأس الكؤوس 3 مرات. وعلى صعيد المنتخبات فقد ساهم مع منتخب بلاده في الوصول لمحلق التصفيات المؤهلة لكأس العالم 2014 إضافة لنهائي كأس العرب.

## روابط خارجية
- شريف عدنان على موقع ناشيونال فوتبول تيمز (الإنجليزية)
- شريف عدنان على موقع Soccerway.com (الإنجليزية)
- شريف عدنان على موقع كووورة